# Pyrenomyxa morganii
Pyrenomyxa morganii är en svampart som beskrevs av M. Stadler, Læssøe & Lar.N. Vassiljeva 2006. Pyrenomyxa morganii ingår i släktet Pyrenomyxa och familjen kolkärnsvampar.   Inga underarter finns listade i Catalogue of Life.